# Тіморассо

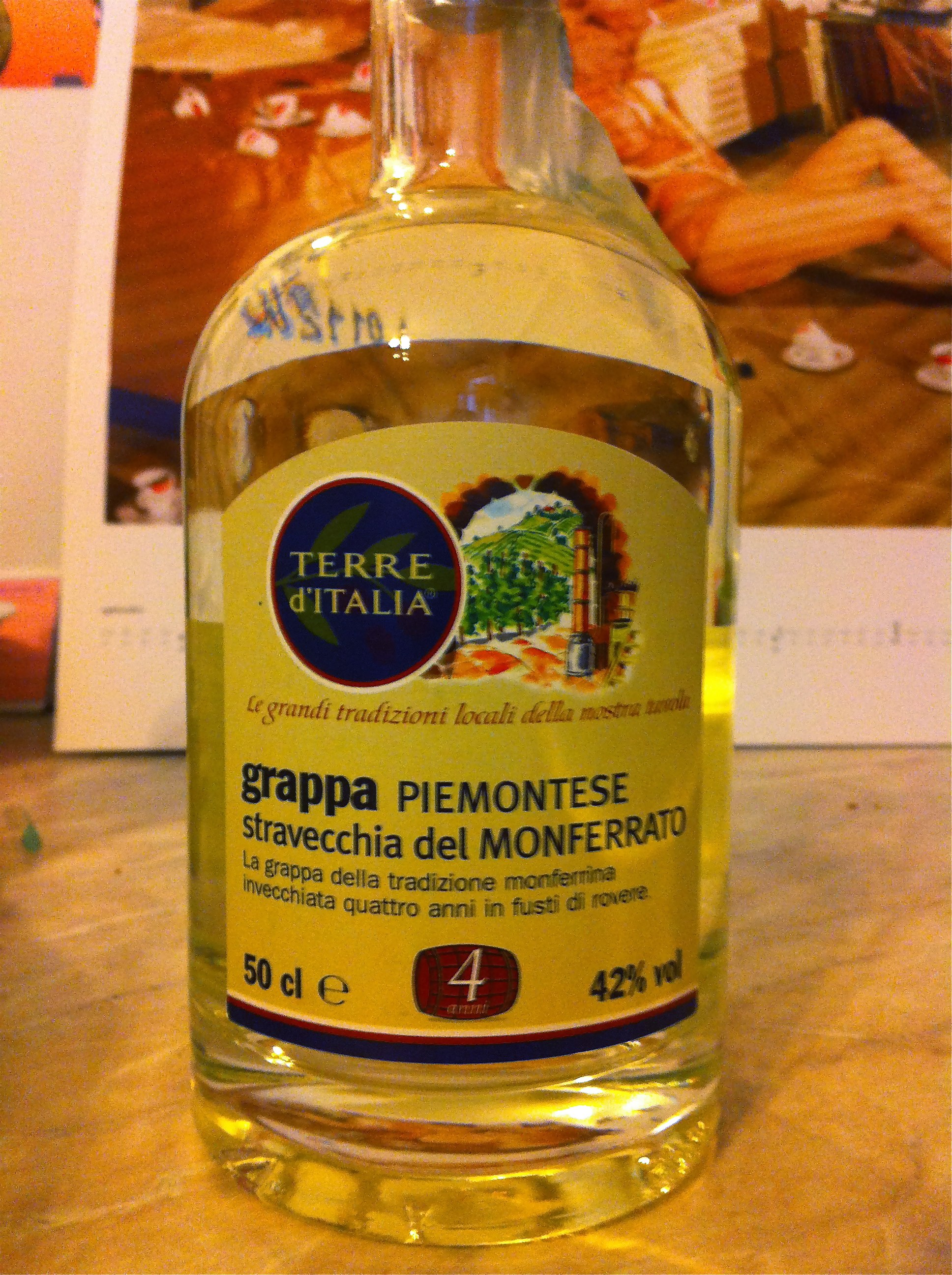
Вичавки тіморассо часто використовують у виробництві п'ємонтезької граппи.

Тіморассо — білий італійський винний сорт винограду, що вирощується переважно у виноробному регіоні П'ємонт на північному заході Італії. Його використовують для виготовлення ароматичного вина з певною витримкою, а також спеціального бренді. Тіморассо завдячує своєму сучасному існуванню Вольтеру Массі, оскільки товстошкірий оригінальний сорт майже вимер на початку 1980-х у районі Тортони. Завдяки новаторським зусиллям Масса наприкінці 90-х років місцеві виробники почали висаджувати сорт винограду. на сьогодні налічується більше 20 господарств, що вирощують та виробляють тіморассо.

## Тіморассо в Україні
Команда виноробні «Бейкуш» висадила експериментальну ділянку цього сорту в Україні. Виноград повільно ферментується у ємностях з неіржавної сталі за низьких температур, а пізніше 18 місяців витримується у дубових діжках.

## Назви
Протягом багатьох років Тіморассо був відомий під різними синонімами: Морассо, Тімуасса, Тімораччо, Тіморацца та Тімороссо.